# Kvarnen Hatten

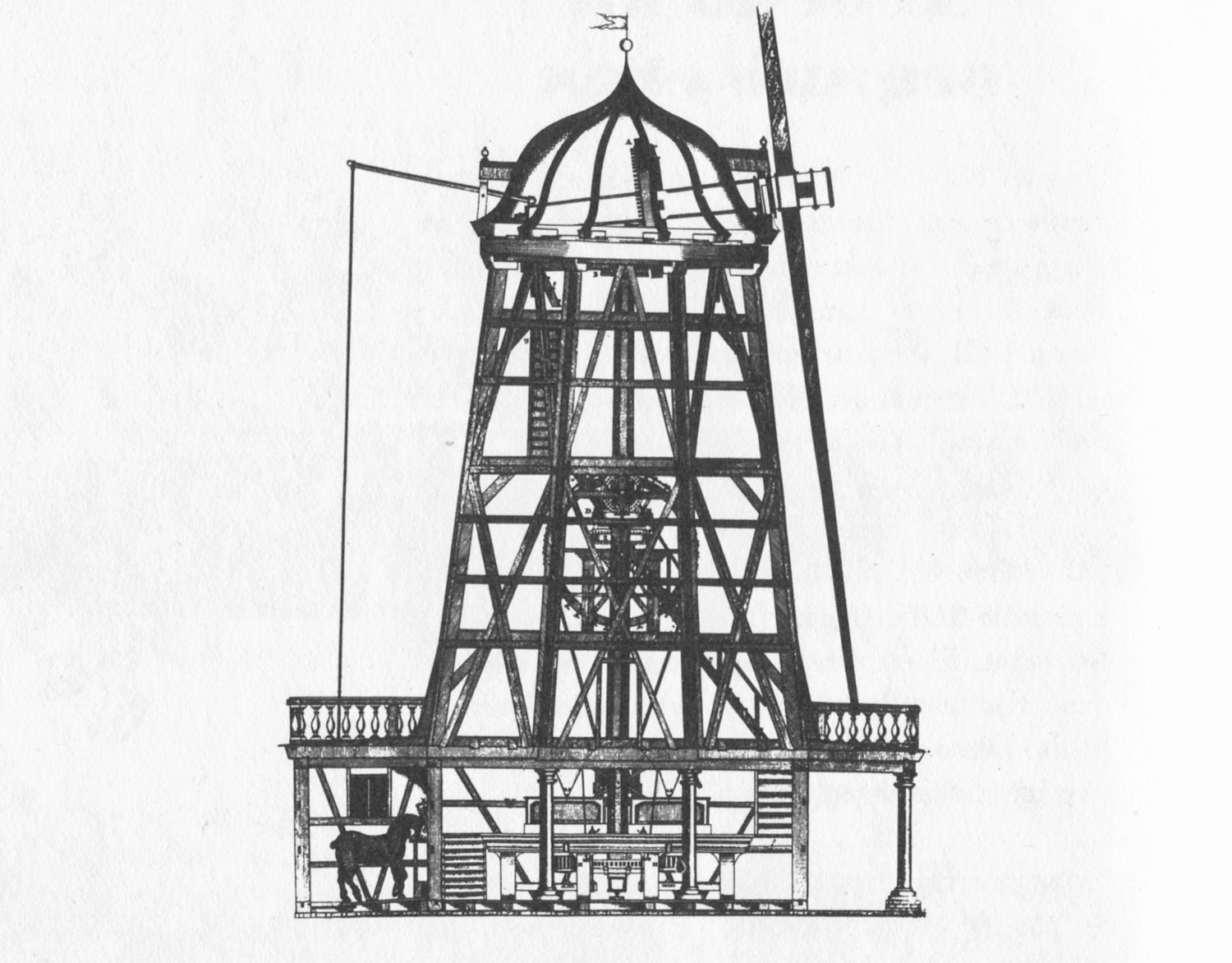
"Hatten" från 1800-talet (sektion).

Kvarnen Hatten var en väderkvarn på nordöstra Södermalm i Stockholm. På platsen för dagens Klippgatan låg två kvarnar med detta namn. Den första var från 1600-talet och ersattes på 1800-talet av en ny kvarn som brann ner 1888.

## Historik

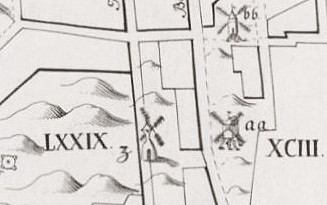
"Hatten" (litt. z) hos Tillaeus, 1733. Norr är till höger.

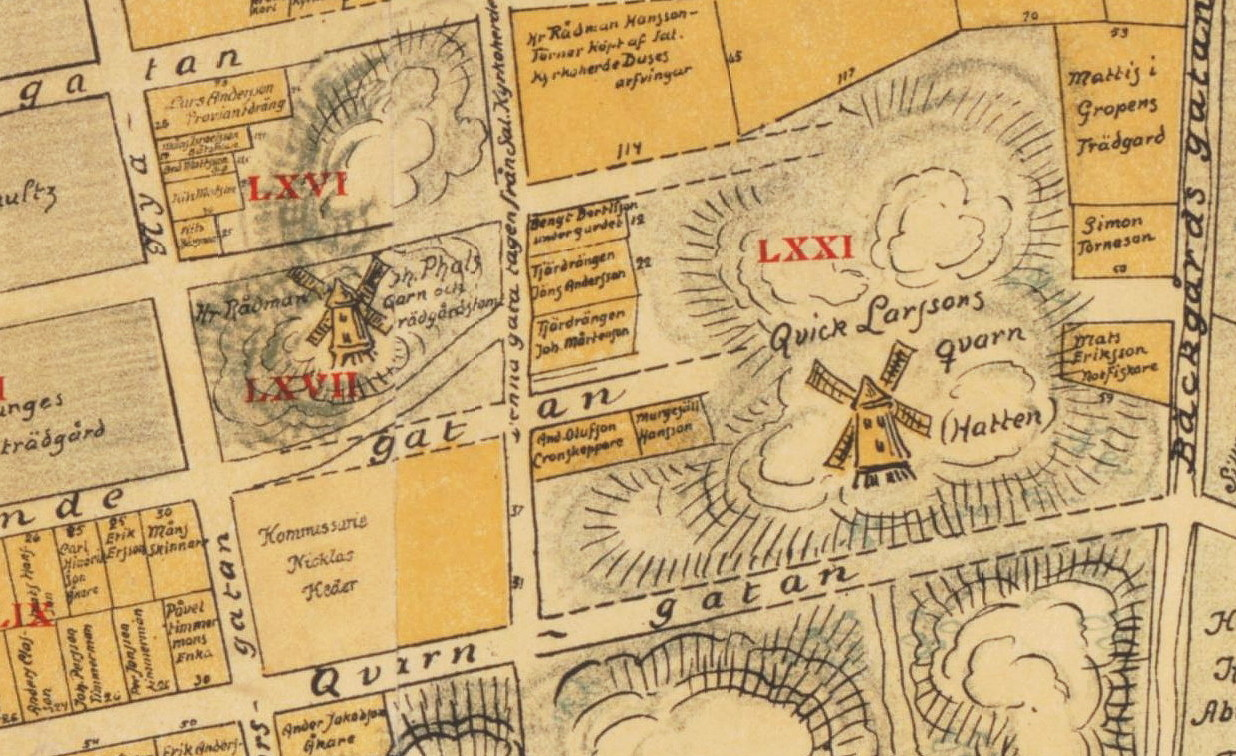
Hatten (t.h.) och Tjärbeljan 1674.

I det bergiga området på nordöstra Södermalm fanns flera väderkvarnar, bland dem några med ovanliga namn som Kråkvilan, Tjärbeljan och Hatten. Kvarnen Hatten låg strax söder om Kråkvilan och öster om dagens Klippgatan i kvarteret Kopparn. I Holms tomtbok omtalas den 1674 som ”Qvick Larssons kvarn”. Om kvarnen var av holländaretyp eller en stolpkvarn är okänd, men den hade ett kraftigt insvängt mittparti, som framgår på Petrus Tillaeus karta från 1733. Här kallas även hela kvarteret för ”Hatten”.
Sista gången Hatten syntes på bild med detta utseende var 1794. Under 1800-talet har denna kvarn troligen ersatts av en ny modell på samma plats. Det var en ståtlig holländare som också kallades Hatten.  Runt kvarnens nedre del löpte en brygga, därifrån kunde man vrida kvarnhuven med hjälp av en stång tills vingarna stod rätt i vinden. Kvarnen syns även på Heinrich Neuhaus’ Stockholmspanorama från 1870-talet. Hatten försvann en augustinatt 1888, då den träffades av en blixt och brann ner. Branden och släckningsarbetena blev ett stort skådespel för traktens boende.